# Forcepia acanthostylosa
Forcepia acanthostylosa är en svampdjursart som beskrevs av Lee 200. Forcepia acanthostylosa ingår i släktet Forcepia och familjen Coelosphaeridae. Inga underarter finns listade i Catalogue of Life.